# Elnur Cəfərov
Elnur Mail oglu Cəfərov, abrégé Elnur Cəfərov, né le 28 mars 1997 à Lankaran, est un footballeur international azerbaïdjanais. Il évolue au poste d'ailier au FK MKT Araz Imisli en prêt de Kapaz PFC.

## Carrière

### En équipe nationale
Elnur Cəfərov honore sa première sélection en équipe d'Azerbaïdjan le 13 octobre 2015, lors d'un match contre la Bulgarie (défaite 2-0). Cette rencontre disputée à Sofia rentre dans le cadre des éliminatoires de l'Euro 2016.

## Statistiques
| Saison                | Club                  | Championnat           | Championnat | Championnat | Coupe(s) nationale(s) | Coupe(s) nationale(s) | Azerbaïdjan | Azerbaïdjan | Total | Total |
| Saison                | Club                  | Division              | M.          | B.          | M.                    | B.                    | M.          | B.          | M.    | B.    |
| 2012-2013             | Khazar Lankaran       | Premyer Liqasi        | 2           | 0           | 0                     | 0                     | -           | -           | 2     | 0     |
| 2013-2014             | Khazar Lankaran       | Premyer Liqasi        | 1           | 0           | 0                     | 0                     | -           | -           | 1     | 0     |
| 2014-2015             | Khazar Lankaran       | Premyer Liqasi        | 25          | 1           | 2                     | 0                     | -           | -           | 27    | 1     |
| 2015-2016             | Khazar Lankaran       | Premyer Liqasi        | 18          | 2           | 1                     | 0                     | 1           | 0           | 20    | 2     |
| Sous-total            | Sous-total            | Sous-total            | 46          | 3           | 3                     | 0                     | 1           | 0           | 50    | 3     |
| 2016-2017             | NK Dugopolje          | 2. HNL                | 5           | 0           | -                     | -                     | -           | -           | 5     | 0     |
| Sous-total            | Sous-total            | Sous-total            | 5           | 0           | -                     | -                     | -           | -           | 5     | 0     |
| Total sur la carrière | Total sur la carrière | Total sur la carrière | 51          | 3           | 3                     | 0                     | 1           | 0           | 55    | 3     |